# Tornesch
Tornesch è una città dello Schleswig-Holstein, in Germania.

Appartiene al circondario di Pinneberg.